# Write Me Back
Albums de R. Kelly
Love Letter
(2010) Black Panties
(2013)
Write Me Back est le onzième album solo de R. Kelly, paru le 26 juin 2012.
Après Love Letter et l’opération de la gorge qu’il a subie avec succès, R. Kelly avait prévu de sortir un autre "concept album" avec Black Panties, dans la veine de la série 12 Play.
Finalement, il a opté pour un enregistrement dans la lignée de son précédent Love Letter, Write Me Back en est en quelque sorte sa suite.

## Réception commerciale
L’album s’est vendu à 68 000 exemplaires en première semaine aux États-Unis. Entré à la cinquième place au Billboard 200, il s’agit du quatorzième Top 10 du chanteur dans ce classement (soit autant que Prince).
Write Me Back est le premier album (hors compilation) de R. Kelly à se vendre à moins de 100 000 exemplaires en 1re semaine depuis 12 Play, qui s’était vendu à 44 000 exemplaires.
En France, l'album s'est classé 131e en première semaine, et 80e au Royaume-Uni

## Liste des titres
| 1.    | Love Is              | Robert Kelly                                        | R. Kelly                  | 3:30 |
| 2.    | Feelin' Single       | Kelly, Dorrell Mays, Skip Scarborough, Bill Withers | R. Kelly, Bigg Makk       | 3:29 |
| 3.    | Lady Sunday          | Kelly                                               | R. Kelly                  | 3:37 |
| 4.    | When a Man Lies      | Kelly                                               | R. Kelly                  | 3:36 |
| 5.    | Clipped Wings        | Kelly, Campbell                                     | R. Kelly, Warryn Campbell | 3:18 |
| 6.    | Believe That It's So | Kelly                                               | R. Kelly                  | 6:09 |
| 7.    | Fool for You         | Kelly                                               | R. Kelly                  | 3:37 |
| 8.    | All Rounds on Me     | Kelly, Mays                                         | R. Kelly, Bigg Makk       | 4:13 |
| 9.    | Believe in Me        | Kelly                                               | R. Kelly, J. LBS          | 3:55 |
| 10.   | Green Light          | Kelly                                               | R. Kelly                  | 3:52 |
| 11.   | Party Jumpin'        | Kelly                                               | R. Kelly                  | 3:17 |
| 12.   | Share My Love        | Kelly                                               | R. Kelly                  | 3:43 |
| 46:20 |                      |                                                     |                           |      |

| Titre bonus Édition Deluxe | Titre bonus Édition Deluxe | Titre bonus Édition Deluxe                                  | Titre bonus Édition Deluxe   | Titre bonus Édition Deluxe | Titre bonus Édition Deluxe | Titre bonus Édition Deluxe | Titre bonus Édition Deluxe | Titre bonus Édition Deluxe | Titre bonus Édition Deluxe |
| No                         | Titre                      | Auteur                                                      | Compositeur(s)               | Durée                      |                            |                            |                            |                            |                            |
| -------------------------- | -------------------------- | ----------------------------------------------------------- | ---------------------------- | -------------------------- | -------------------------- | -------------------------- | -------------------------- | -------------------------- | -------------------------- |
| 13.                        | Beautiful in This Mirror   | Kelly                                                       | R. Kelly                     | 3:29                       |                            |                            |                            |                            |                            |
| 14.                        | You Are My World           | Kelly                                                       | R. Kelly                     | 3:19                       |                            |                            |                            |                            |                            |
| 15.                        | Fallin' from the Sky       | Kelly, Dennis-Manuel Peters, Daniel Coriglie, Mario Bakovic | R. Kelly, T-Town Productions | 3:56                       |                            |                            |                            |                            |                            |
| 16.                        | One Step Closer            | Kelly                                                       | R. Kelly                     | 6:00                       |                            |                            |                            |                            |                            |
| 1:03:07                    |                            |                                                             |                              |                            |                            |                            |                            |                            |                            |